# 서울 강서구 PC방 살인 사건
서울 강서구 PC방 살인 사건은 2018년 10월 14일 오전 8시 10분경에 서울특별시 강서구 내발산동의 한 PC방에서 손님인 김성수(1989년생 남자, 당시 29세)가 아르바이트 직원인 신모(1998년생 남자, 당시 20세)를 흉기로 찔러 살해한 사건이다. 김성수는 2019년 11월 27일에 2심에서 징역 30년을 선고받았고, 상고를 취하함에 따라 형이 확정되었다.

## 사건
2018년 10월 14일 오전 3시 40분 김성수의 동생이 서울특별시 강서구 내발산동의 한 PC방을 찾았고 3시간 뒤 들어온 김성수가 7시 33분 직원 신 모에게 이전 손님이 남긴 담배꽁초와 음식물 등을 자리에서 치워달라고 요구하였다.
김성수가 PC방 계산대 앞에서 아르바이트 직원 신모에게 천 원을 환불해 달라고 항의하며 손가락질을 하였고 동생 김모(27세)도 옆에서 거들더니 신모를 보고 비웃었다.
오전 7시 38분, 김성수의 동생은 "누가 지금 손님한테 욕하고 있다. 게임을 하고 있었는데 이거 닦아달라고 손님이 얘기했더니 일하시는 분이 인상을 팍 쓰면서 말싸움이 붙었는데 욕설하고 이러니까 한번 중재해주시고"라며 먼저 신고를 했고 신 모도 7시 42분 손님이 욕을 하고 행패를 부린다며 신고를 했다.
신고를 받고 출동한 발산파출소의 경찰은 7시 43분 현장에 도착했지만 15분쯤 뒤 돌아갔으며
경찰은 이에 대해 약 15분 동안 중재를 한 뒤 돌아갔다고 밝혔다.
경찰이 돌아가는 것을 확인하고 동생 김모는 PC방 입구 앞에서 여기저기를 살펴보았고, 김성수는 PC방에서 300여m 떨어진 집으로 뛰어가 등산용 칼을 가져왔다.
몇 분 뒤 아르바이트 직원 신모가 쓰레기 봉투를 들고 나오자 동생 김모는 형이 향한 곳으로 급하게 뛰어갔다.
김성수는 경찰이 떠난 뒤 6분 뒤 쓰레기를 버리고 내려오는 신 모를 주먹으로 가격했고 넘어진 신 모를 칼로 찔렀다.
김성수는 PC방 입구 앞 에스컬레이터에서 PC방 직원 신모의 안면부에 80여 차례 흉기를 휘둘렀다.
8시 13분 PC방에 있던 사람들이 잇달아 경찰에 신고했지만 동생 김모는 현장을 빠져 나가고 김성수는 2분만에 도착한 경찰에 의해 테이저건을 맞고 체포됐다. 현장에서 쓰러진 신모는 병원으로 이송됐지만 3시간 만인 이날 오전 11시쯤 사망하였다.

## 수사
피의자 김성수는 경찰 조사에서 이전 손님이 남긴 음식물을 아르바이트생에게 치워달라고 했는데 빨리 치우지 않는 것에 화가 나 범행을 저질렀다고 주장했다.
2018년 10월 16일 서울남부지법 부장판사 이환승은 김성수(1989년생)가 도주할 우려가 있다고 보아 구속하고 CCTV를 확보한 뒤 집에 있던 동생 김모를 불러 참고인 조사를 진행하고 풀어줬다.
10월 17일 사건 당일 CCTV가 방송을 통해 공개되었는데 김성수의 동생이 피해자의 팔을 붙잡고 있는 듯한 장면이 있어서 동생도 공범일 수 있다는 논란이 일었다.
피해자의 아버지는 아들의 키가 193cm에 몸무게는 88kg, 검도 유단자이기 때문에 가해자 동생이 없었다면 제압하거나 도망칠 수 있었을 것이라며 동생 김모씨의 공범 의혹을 제기했다. 한편 김성수의 가족들은 그의 우울증 진단서를 경찰에 제출했다.
10월 21일 피의자 김성수의 신상이 경찰청 신상공개심의위원회 결정에 따라 공개되었다.
10월 22일 치료감호소로 향하기 위해 양천경찰서를 나설 때 마스크와 모자 등으로 얼굴을 가리지 않는 방법으로 신상을 공개하기로 했다.
서울강서경찰서는 김성수는 조선족이 아닌 한국인으로 확인했다. "김성수는 한국인이고 그의 부모도 한국인"이라며 "김성수는 조선족과 상관이 없는 사람"이라고 했다. 김성수는 특별한 직업이 없었으며, 동생 김모는 아버지와 함께 전국 곳곳의 건설 현장을 다니며 일해온 것으로 알려졌다. 10월 22일 사건 당일 신고 녹취록이 공개되었다.
10월 서울강서경찰서에 우울증 약을 먹고 정신과에 다닌다는 진단서를 제출하고 치료감호소로 정신감정을 받으러 이동했던 김성수는 11월 15일 심신미약, 심신상실이 아니라는 판명이 났다. 한편 김성수의 동생 김씨(1991년생)는 공범 의혹으로 거짓말탐지기 검사를 했는데 "형을 도왔냐"라는 질문에 이상반응을 보였다. 이에 대해 경찰은 살인 공범이 아닌 폭행 공범으로 처벌하기로 방침을 정한 것으로 알려졌다.
김성수에 대한 감정유치 영장 기한이 만료됨에 따라 공주치료감호소에서 유치장이 있는 서울양천경찰서로 이송했다. 피의자 김성수는 오전 9시쯤 수감돼 있던 서울 양천경찰서를 나서며 기자들과 마주한 자리에서 "제가 (테이블을) 치워달라고 한 것이 잘못이 아닌데 표정이 안 좋아서 시비가 붙었다"며 "경찰을 불렀는데 경찰은 아무 것도 해줄 수 없다고 했다"고 밝혔다. 이어 "피해자가 '우리 아빠가 경찰인데 네가 나를 죽이지 않는 이상 너는 아무것도 아니다'라고 한 것이 머릿속에 남았다"며 "억울했고 피해자에 대한 그런 두려움, 망설임 그런 것들이 사라졌고 같이 죽이고 자신도 죽어야겠다는 생각이 들었다"고 말했다.
11월 21일 경찰은 살인 혐의로 구속된 김성수를 기소의견으로 검찰에 송치했다. 범행 당시 폐쇄회로(CCTV)를 분석한 내용과 김성수의 동생에 대한 거짓말 탐지기 조사 결과 등을 종합적으로 분석해 최종 수사결과를 발표했다.

## 반응

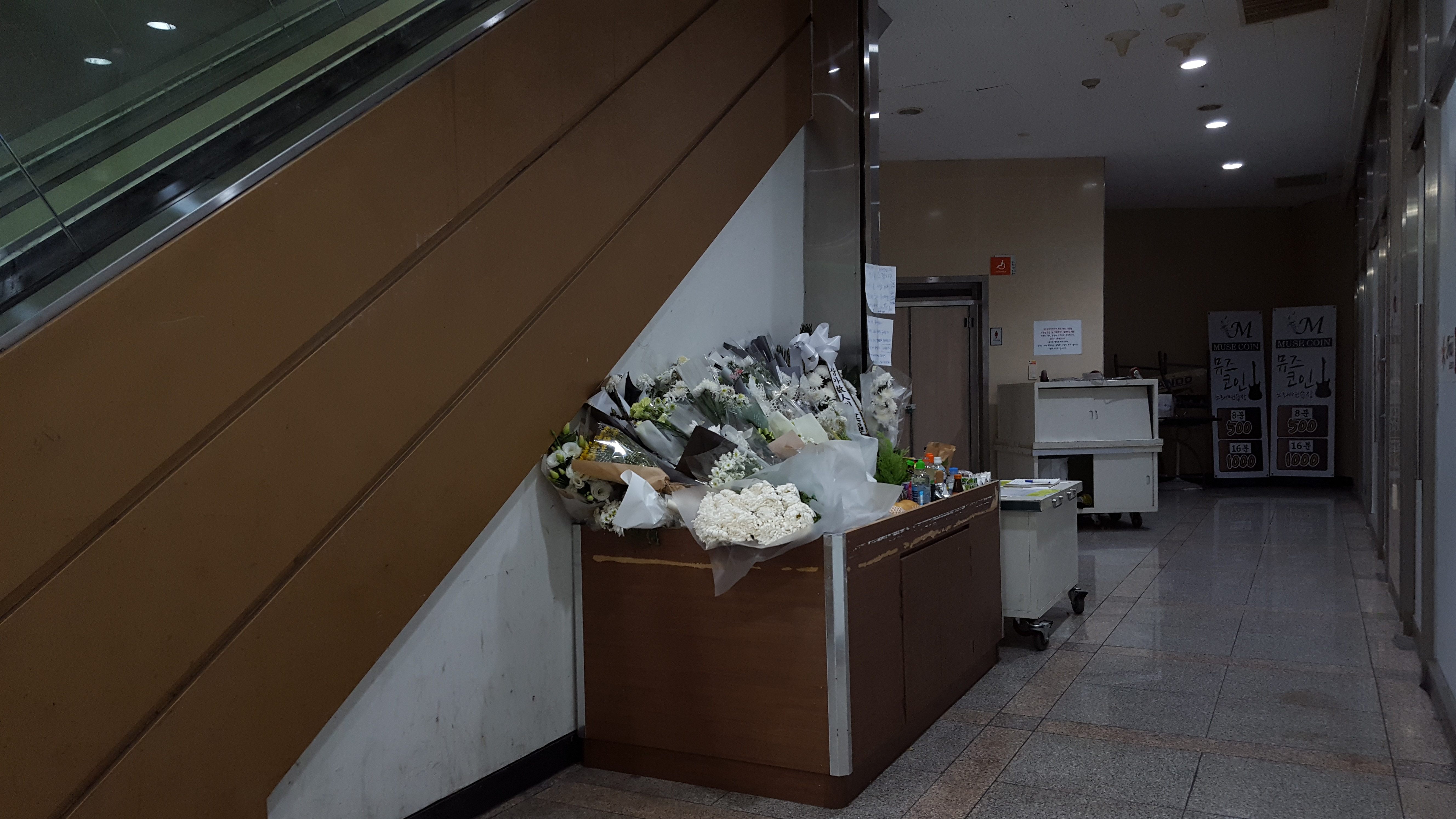
목숨을 잃은 피해자를 추모하는 공간

피해자의 담당의였던 남궁인은 피해자의 얼굴에만 칼자국이 32개 있었고, 모든 자상은 칼을 끝까지 찔러 넣었다고 설명했다. 상처 중에 평행으로 난 상처가 있었는데 이 상처는 매우 빠르게 칼을 뽑았다 다시 찔려야지 날 수 있는 상처라고 언급했다. 남궁인은 가해자인 김성수에 대한 엄중한 처벌과 진상 조사를 요구했다.
우울증 진단서가 경찰에 제출된 사실이 알려지자 피의자의 심신미약에 대해 감형을 반대하는 청와대 국민청원이 잇달았고, 청와대 국민청원이 개설된 이후로 가장 많은 청원 동의를 받았다. 그래서 대한민국 형법 제10조가 개정되었고. 이 청원은 패스트트랙 4법 국회 대치 사태 때 자유한국당 해산 촉구 청원이 120만명을 넘길 때까지 가장 많은 청원 동의를 얻은 국민청원으로 남았다.
배우 오창석과 가수 김용준은 피해자가 지인의 사촌동생이라며, 무고한 생명을 앗아간 피의자가 올바른 법의 심판을 받을 수 있도록 국민청원 참여를 독려했다.
2018년 10월 18일 국회 행정안전위원회의 서울경찰청 국정감사에서 자유한국당은 동생 공범 논란과 경찰의 초동 대응을 질책하였지만, 더불어민주당 김병관 의원은 사건이 언론에 공개되어 국민들이 사건에 관심을 갖는 것을 비판했다. 김병관은 "소식이 당일 오후 4시5분에 언론에 나왔다. 왜 자꾸 수사 첫 단계부터 공개되는지 의아하다. 수사가 진행 중일 때는 비공개가 원칙인데 너무 많이 나온다. 경찰 관행일 수도 있는데 이런 건 좀 없어져야 하지 않나. 종결될 때까진 비공개여야 하고 예외인 경우는 재범 우려가 인정될 때, 국민들로부터 제보를 받아 빨리 해결해야 할 때 등 규정에 명시돼 있는데 이 사건은 그런 것에 전혀 부합하지 않는다. 그런데도 내용들이 흘러 나간다. 이렇게 우리 국민들이 관심을 가질 사건은 아니라고 본다. 단순히 호기심으로 바라보는 것"이라고 지적했다.
워마드에 서울 강서구 PC방 살인 사건 피해자의 핏자국을 김치국물에 비유하며 조롱한 게시물이 올라와 논란이 되었다.

## 판결
김성수는 1·2심에서 징역 30년을 선고받았고, 대법원 상고를 취하함에 따라 징역 30년형이 확정됐다. 김성수의 동생은 1·2심 모두 무죄를 선고받았다.

## 같이 보기
- 칠곡 묻지마 살인사건
- 강남역 화장실 살인사건
- 서울 강서구 아파트 전처 살인 사건
- 진주 가좌주공아파트 방화 살인 사건
- 교토 애니메이션 방화 사건
- 강북삼성병원 정신과 의사 살인 사건
- 신림역 칼부림 사건